# 庄戸
庄戸（しょうど）は、横浜市栄区の町名。現行行政地名は庄戸一丁目から庄戸五丁目。住居表示実施済区域。

## 地理

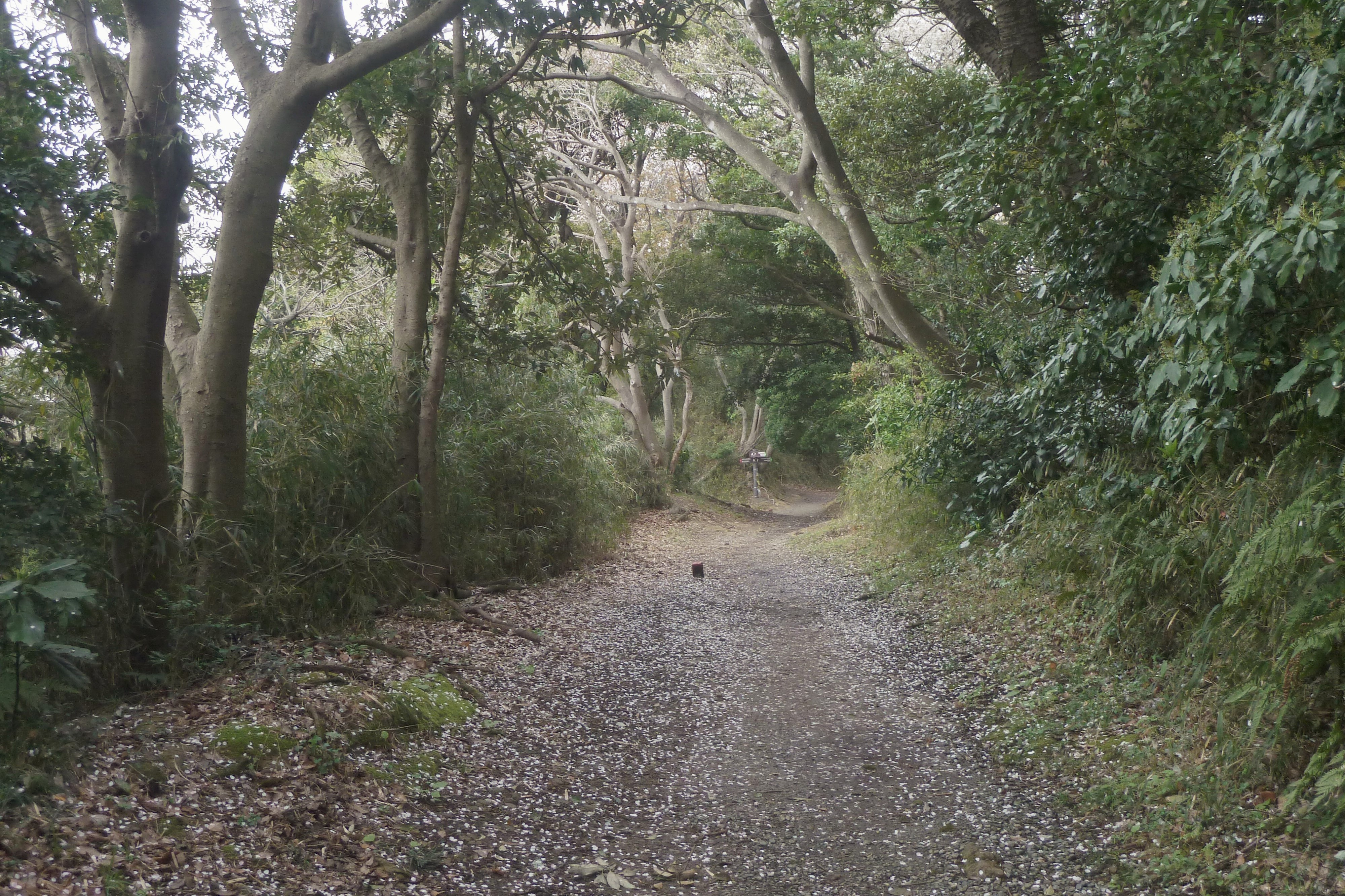
磯子区氷取沢町との間のハイキングコース「ビートルズトレイル」

栄区の東部に位置し、三方向を瀬上・氷取沢・釜利谷の市民の森と横浜自然観察の森に囲まれている。北西が一丁目、北東が二丁目、東が三丁目、西が四丁目、南が五丁目となっており、
町の中心部の一丁目に庄戸小学校、三丁目は土地の大半が戸建ての住宅街となっている。町の南部を東西にトンネル構造で通過する横浜環状南線の計画がある。
町内に鉄道はなく、町内を通るJR根岸線港南台駅行きなどの路線バスが利用できる。

### 地価
住宅地の地価は、2025年（令和7年）1月1日の公示地価によれば、庄戸5-5-7の地点で9万2900円/m²となっている。

## 歴史
地名は以前の字より取られている。1939年（昭和14年）4月1日に横浜市戸塚区に編入され、戸塚区上郷町の一部となった。1973年より宅地開発が行われ、1982年（昭和57年）7月12日に上郷町より分離して庄戸一丁目-五丁目が新設。同時に住居表示が実施された。1986年に、分区により栄区庄戸となり現在に至る。

## 世帯数と人口
2025年（令和7年）6月30日現在（横浜市発表）の世帯数と人口は以下の通りである。
| 丁目       | 世帯数    | 人口    |
| ---------- | --------- | ------- |
| 庄戸一丁目 | 277世帯   | 544人   |
| 庄戸二丁目 | 207世帯   | 425人   |
| 庄戸三丁目 | 378世帯   | 763人   |
| 庄戸四丁目 | 267世帯   | 573人   |
| 庄戸五丁目 | 304世帯   | 626人   |
| 計         | 1,433世帯 | 2,931人 |

### 人口の変遷
国勢調査による人口の推移。
| 年                 | 人口  |
| ------------------ | ----- |
| 1995年（平成7年）  | 4,116 |
| 2000年（平成12年） | 3,729 |
| 2005年（平成17年） | 3,439 |
| 2010年（平成22年） | 3,228 |
| 2015年（平成27年） | 3,118 |
| 2020年（令和2年）  | 3,013 |

### 世帯数の変遷
国勢調査による世帯数の推移。
| 年                 | 世帯数 |
| ------------------ | ------ |
| 1995年（平成7年）  | 1,231  |
| 2000年（平成12年） | 1,245  |
| 2005年（平成17年） | 1,260  |
| 2010年（平成22年） | 1,280  |
| 2015年（平成27年） | 1,268  |
| 2020年（令和2年）  | 1,273  |

## 学区
市立小・中学校に通う場合、学区は以下の通りとなる（2024年11月時点）。
| 丁目       | 番地 | 小学校             | 中学校             |
| ---------- | ---- | ------------------ | ------------------ |
| 庄戸一丁目 | 全域 | 横浜市立庄戸小学校 | 横浜市立上郷中学校 |
| 庄戸二丁目 | 全域 | 横浜市立庄戸小学校 | 横浜市立上郷中学校 |
| 庄戸三丁目 | 全域 | 横浜市立庄戸小学校 | 横浜市立上郷中学校 |
| 庄戸四丁目 | 全域 | 横浜市立庄戸小学校 | 横浜市立上郷中学校 |
| 庄戸五丁目 | 全域 | 横浜市立庄戸小学校 | 横浜市立上郷中学校 |

## 事業所
2021年（令和3年）現在の経済センサス調査による事業所数と従業員数は以下の通りである。
| 丁目       | 事業所数 | 従業員数 |
| ---------- | -------- | -------- |
| 庄戸一丁目 | 11事業所 | 117人    |
| 庄戸二丁目 | 4事業所  | 18人     |
| 庄戸三丁目 | 10事業所 | 29人     |
| 庄戸四丁目 | 14事業所 | 74人     |
| 庄戸五丁目 | 8事業所  | 28人     |
| 計         | 47事業所 | 266人    |

### 事業者数の変遷
経済センサスによる事業所数の推移。
| 年                 | 事業者数 |
| ------------------ | -------- |
| 2016年（平成28年） | 43       |
| 2021年（令和3年）  | 47       |

### 従業員数の変遷
経済センサスによる従業員数の推移。
| 年                 | 従業員数 |
| ------------------ | -------- |
| 2016年（平成28年） | 236      |
| 2021年（令和3年）  | 266      |

## 交通
- 横浜環状南線（建設中）

## 施設
- 横浜市立庄戸小学校
- 横浜庄戸郵便局[20]
- 栄警察署 庄戸交番

## その他

### 日本郵便
- 郵便番号 : 247-0022[3]（集配局：大船郵便局[21]）

### 警察
町内の警察の管轄区域は以下の通りである。
| 丁目       | 番・番地等 | 警察署   | 交番・駐在所 |
| ---------- | ---------- | -------- | ------------ |
| 庄戸一丁目 | 全域       | 栄警察署 | 庄戸交番     |
| 庄戸二丁目 | 全域       | 栄警察署 | 庄戸交番     |
| 庄戸三丁目 | 全域       | 栄警察署 | 庄戸交番     |
| 庄戸四丁目 | 全域       | 栄警察署 | 庄戸交番     |
| 庄戸五丁目 | 全域       | 栄警察署 | 庄戸交番     |